# Jacopo Riccati
Jacopo Francesco Riccati (Venecija, 28. svibnja 1676. – Treviso, 15. travnja 1754.), talijanski matematičar. 
Danas je poznat po Riccatijevoj jednadžbi.
Njegov sin, Vincenzo Riccati, isusovac, slijedio je svoga oca te pridonio razvoju hiperboličkih funkcija.